# Inocoplos
Los Inocoplos fueron un grupo tribal perteneciente a la etnia de los Coahuiltecos que habitaba en la parte central del actual estado mexicano de Tamaulipas, a mediados del siglo XVIII los españoles dominaron su área territorial, por lo que emigraron al norte junto con otros pueblos de la zona, tales como los llamados Mulatos, que eran una subdivisión de los Inocoplos, los cuales llegaron hasta las inmediaciones del actual Texas donde sus últimos integrantes fueron evangelizados en la Misión de San Antonio de Valero en la década de 1780.